# 2019年中華航空機師罷工事件
2019年中華航空機師罷工事件是指自2019年2月8日早上6點開始，由中華民國桃園市機師職業工會發起，邀請中華航空機師針對該公司的罷工行動。罷工歷時七天，經歷四輪協商後，於2月14日晚上10點15分落幕。
對於機師工會提出的五項訴求，勞資雙方於「疲勞航班」、禁止秋後算帳取得共識。對於國籍機師工作權保障部分，改為公司在二年內研議規劃只進用外國籍副機師，不直接以正機師身分進用外國籍機師。若無特殊情形，不再增加外國籍正機師之聘用；針對原工會訴求「撤換高層」，雙方研議後改為：「研議管理制度，罷工事件結束後，公司同意就勞資爭議起因詳加研議及改善管理制度。同時未來將加強與工會溝通協商。」第13個月全額獎金部分，改為飛安獎金。最後，機師工會承諾未來三年不重啟罷工。

## 背景
過去中華航空與長榮航空兩大臺灣航空公司，存在著許多過勞班表，其中機師在長程航線要連續飛行12小時。
在華航機師罷工前，華航與工會已有超過30件的不當勞動裁決、行政及民刑事訴訟案。其中不乏華航在勞動案件敗訴後，再提行政訴訟，或一再上訴的案例，導致華航勞資關係持續緊張。
2016年，中華航空董事長何煖軒在空服員罷工期間上任，但隨後何煖軒一再維持強勢的領導風格，罷工協議亦被批評是刁難。
2017年10月，針對中華航空的管理制度，桃園市機師職業工會指控前者懲處幹部，引發勞資爭議。同年12月，針對中華航空懲處工會幹部，員工醞釀發起黃絲帶運動聲援。中華航空則反擊機師工會，批評工會支持喝酒遭解雇的機師。
對於中華航空副總經理高星潢指控工會脅迫罷飛，從而罔顧飛安，機師工會則予以駁斥。隨著中華航空的機師勞資爭議不斷與擴大，機師工會多次醞釀罷工，並曾決定進行罷工投票。但機師工會也遭何煖軒批評是機師酒測未過，因遭解雇才醞釀罷飛，並質疑工會煽動罷工。後來機師職業工會暫緩罷工投票。

## 投票

### 投票通過
2018年6月27日，由於機師不滿過勞，桃園市機師職業工會在勞資權益調解失敗後，宣布將舉行罷工投票，並希望提高投票率。7月16日，工會舉行罷工投票，且因為投票數過半，而有希望可以通過。7月31日，機師工會指控罷工投票遭不當干預。8月7日，機師工會就罷工投票開票，投票率84.9%。其中有1,187名機師會員贊成罷工（支持率97.9%）通過，機師工會確定取得合法罷工權。
隨著中華航空和長榮航空面臨機師罷工危機，桃園市機師職業工會訂在8月下旬前，若資方未能協商，便在8月20日宣布罷工期程。儘管保證不利用時任中華民國總統兼民主進步黨主席蔡英文出訪時機，但工會不排除中秋節連假罷工，且會有至少3天的預告期。中華民國交通部官員對此則加班因應，時任中華民國交通部部長吳宏謀在8月7日下午親自說明，表示在機師取得罷工權後仍有備案。
對於桃園市機師職業工會擬在中秋節罷工、並取得罷工權，資方的中華航空表示尊重、而長榮航空則表示遺憾，兩者並呼籲能回到談判桌理性協商，而不要傷及無辜旅客。不過中華航空亦稱過勞議題不存在。而中華航空、長榮航空的股價則在平低盤。

### 雙方協商
在機師取得罷工權後，行政院指示部會協調航空公司及工會協商。8月10日，在桃園市政府勞動局協調罷工下，中華航空、長榮航空派出航務及人事主管，與桃園市機師職業工會的機師重啟協商。但另一方面，為了反制罷工，中華航空提出機師工會不存在罷工權的假處分訴訟，並要求機師簽下同意書，而被機師工會指控是打壓。
在中華航空的假處分被駁回後，工會要求停止打壓。8月19日，由於協商已有進展，機師工會暫緩召開宣布罷工期程的記者會，並與資方在8月22日進行第三次勞資協商。8月22日，在歷經近4小時的協商會議，中華航空與機師工會達成兩部分共識，中華航空分會並凍結罷工權行使。
而在長榮航空釋出善意後，機師工會決定給1周時間再次協商，但仍不排除罷工。8月30日，機師工會宣布勞資雙方達成核心訴求的初步共識，1年內暫緩中華航空、長榮航空機師罷工，並在同時間完成協商。對於機師暫停罷工，中華航空則感謝亞洲10家航空公司支持。

## 重啟

### 協商破局
2019年1月8日，由於外籍機師疑似過勞致死，機師工會要求長程航班改為4人飛行。但由於資方中華航空在勞資協商中片面毀約、態度不退讓，中華航空的機師計畫重啟罷工。2月1日，因不滿資方毀棄承諾，機師工會通過重啟中華航空的機師罷工，並不排除春節行動。2月2日，機師工會發送罷工演練說明，為中華航空罷工做準備，且至少有500名中華航空機師響應春節罷飛。
2月3日深夜，機師工會宣告原訂2月4日與中華航空的協商破局，而已無春節罷飛的協商空間。其中機師工會認為有500名中華航空機師支持，並計畫動員到900名機師罷工。對於中華航空機師重啟罷工，交通部民用航空局期盼勞資雙方要有同理心，交通部部長林佳龍連繫何煖軒，要求盡速返回臺灣溝通處理。2月5日，林佳龍呼籲中華航空勞資對話，並以旅客的權益及飛安為優先考量；隨後其更指派王國材代表交通部介入，以重啟勞資協商。
2月4日，面對中華航空的罷工危機，何煖軒返回臺灣，他態度強硬表示「假設能把罷工當做提款機，之後所有人都可能用罷工要求加錢，公司就沒完沒了。」
當時中華航空期盼以春節疏運為重，並重視顧客權益、務實協商；而機隊亦發出勸退信件，不過機師工會指控中華航空干擾罷工。
不過隨著中華航空勞資爭議上升、及機師醞釀罷工，機師工會在2月5日首度展開罷工演練，回傳訊息超過700封。
2月6日，華航表示「若機師工會無視法令要求，堅持春節罷工將涉及違法，公司亦得以針對罷工期間所產生的一切損失（包含但不限於營業損失），具體要求工會及罷工會員連帶負責。」此番話激發機師工會戰鬥意識。
到了2月7日，由於中華航空的勞資協商未果，機師工會宣布中華航空機師隨時準備罷工。

### 罷工首日
2月8日上午6時，由於不滿資方拒絕改善疲勞航班，桃園市機師職業工會中華航空分會啟動機師罷工。其中工會要求機師會員響應繳交檢定證，並在臺北松山機場、臺灣桃園國際機場、高雄國際機場設有收件處。最初繳交檢定證的機師僅低調快閃，但隨著參與機師持續增加，工會很快收到破百件檢定證，這也讓影響層面再擴大。上午9時，工會批評資方惡劣抹黑，並要求改善疲勞航班。隨後工會發布公開信，指出有五大訴求，並希望社會大眾支持。
在中華航空機師罷工後，臺灣桃園國際機場成立緊急應變中心，林佳龍亦指示成立緊急應變中心。對於罷工造成10%航班受影響，中華航空則是徵召機師服勤、及轉給其他航空公司。隨後何煖軒亦慰問地勤運務人員的辛勞。隨後行政院、勞動部亦呼籲勞資雙方回歸協商。行政院消費者保護處亦提醒機師罷工的退費求償。而對於未出發遭取消的航班，部分旅遊網可免費退票及改票。
雖然最初臺北松山機場仍能正常飛行，最早高雄國際機場首先取消飛往馬尼拉和香港的航班，隨後該機場取消5個航班、影響928名旅客。最終臺北松山機場、臺中清泉崗機場起飛航班全天正常飛行，而臺灣桃園國際機場則在下午4時前航班正常。到了下午，交通部部長林佳龍邀集勞資協商，但機師工會傾向不參與。

### 多次談判
勞資雙方在2月9日，即罷工第二日進行首輪談判，但僅達成逾12小時航班派遣4名機師的共識，工會另提出「飛航執勤時間」逾8小時航班，應派3名機師的訴求則未獲共識。由於六小時談判在晚上9時許宣告破局，機師決定繼續罷工。
2月11日，勞資雙方進行第二次談判，但經過4小時協商，雙方在疲勞航班上仍然有分歧。工會宣布談判再度破裂，仍然罷工。
2月13日，勞資雙方在凌晨一時進行第三度談判，亦是中華民國首次「紅眼談判（即通宵談判）」，工會指選擇在深夜通宵進行是為了讓資方感受「疲勞航班」。工會要求談判需要為時至少8小時，資方表達強烈不滿，但最後在交通部要求下同意。談判期間，資方的法務經理亦突然身體不適，需要離場。談判經歷11小時後，在接近中午時分宣布馬拉松談判結束，翌日再續。談判終於達成首項共識，華航讓步並同意五條航線加派機師飛行。據知部分機師亦已經感到滿意，決定復工。
2019年2月13日勞資雙方達成機師工會提出第一點關於飛安訴求之爭議共識，其餘與飛安無關之事項則僵持不下，機師工會持續進行罷工。

## 各界反應

### 工會
- 桃園市空服員職業工會：聲援機師工會，認為中華航空資方已無誠信[11]，並要求撤換中華航空董事長何煖軒[184]
- 中華航空企業工會：呼籲旅客要善待地勤人員，並要求中華航空高層負責[185]
- 臺北市醫師職業工會：聲援機師工會罷工[186]，並批評專業被作賤[187]
- 高雄市產業總工會、臺南市產業總工會：機師不過勞，旅客才會平安，希望大眾可以諒解。[188]
- 全國火車駕駛產業工會：批評中華航空刺激及汙衊機師工會，才是罷工的起因。另外還有台灣高鐵工會等亦聲援機師罷工[189]

### 政府
- 行政院副院長陳其邁：盼儘速協商落幕[190]
- 交通部部長林佳龍：指示成立「緊急應變中心」
- 觀光局：呼籲旅行社應負擔團客滯留費用[151]
- 桃園市市長鄭文燦：呼籲旅客權益要受到保障[191]，且勞資雙方回歸協商[165]
- 新北市市長侯友宜：表示並非國人之福，並指政府更應積極協調[192]

### 政黨及立委
- 民主進步黨籍立法委員葉宜津：罷工是工會的「權利」，呼籲經營階層要保證旅客權益。[193]
- 民主進步黨籍立法委員林淑芬：何煖軒從賀陳旦部長時代就無法溝通，最該被開除的就是他。[194]
- 民進黨秘書長羅文嘉：於臉書貼出各國飛行人力調度資訊的表格，質疑華航對疲勞飛行標準較為落後，並指出政府對此事件的處理，將影響各界怎麼看待民進黨與執政團隊。[195]
- 時代力量黨籍立法委員洪慈庸：希望華航董事長何煖軒儘速拿出誠意對話，站在人民立場解決問題。[196]
- 中國國民黨籍立法委員陳宜民：批評何煖軒上任2年半打壓勞工。[197]

### 其他
- 蘋果日報民意調查，共有3574人參與投票，其中有62.26％民眾認為發起罷工的桃園市機師工會應負起責任，28.68％民眾則認為華航董事長何煖軒要負起責任。除此之外，有3.61％民眾認為總統蔡英文應對華航罷工事件負起責任，2.74％認為責任應歸咎於交通部長林佳龍、0.56％認為是行政院長蘇貞昌應對此負責。[198]
- 中國文化大學法律系教授邱駿彥表示，台灣勞資關係必須從根本矯正，勞動條件不能只依勞基法。他指出，航罷工的原因是大部分人以為勞動條件依只要照勞動基準法即可，但其實勞基法只是最低標準。他建議勞動部應多跟企業界宣導，勞動條件要優於勞基法，才不會把可調整的勞動條件逼到死角。[199]
- 風傳媒副總編輯呂紹煒：華航管理階層應為罷工負最大的責任，因為華航機師工會早在2018年8月即取得罷工權，但華航管理階級不僅未於春節前化解罷工陰霾，更未在可預料的罷工機率增加後，事前做好因應措施與損害控制。[200]
- 音樂人許常德：批評「明知道有可能罷工，但華航卻沒有任何補救安排或事先告知可能會取消的動作（比如安排轉到別的航空公司或優惠退款），真是把他們家的內鬥的下場丟給乘客去收拾。」他認為華航倒了最好，因為董事長龜縮，以為派個人出來說明就了事了。[201]
- 作家周偉航：批判蘇貞昌內閣表現「拖線」，官員放任華航資方亂搞，讓整體談判惡化到罷工。政府不僅太慢介入罷工事件，還傳出控制不了官派董事長的醜聞，重創蘇內閣形象。[202][203]
- 臺北市航空運輸商業同業公會：呼籲修法或立專法。[204]
- 婦女新知基金會：批評資方回應相同。[205]

## 影響

### 交通影響
|         | 取消 | 延遲 | 受影響旅客 | 媒體報導        |
| ------- | ---- | ---- | ---------- | --------------- |
| 2月8日  | 14   |      | ~1800      | [ 206 ]         |
| 2月9日  | 17   | 6    | ~2800      | [ 207 ]         |
| 2月10日 | 22   | 2    | ~3800      | [ 208 ] [ 206 ] |
| 2月11日 | 26   |      | ~3890      | [ 209 ] [ 210 ] |
| 2月12日 | 28   |      | ~6000      | [ 211 ] [ 212 ] |
| 2月13日 | 33   |      | ~6500      | [ 213 ] [ 214 ] |
| 2月14日 | 23   |      |            |                 |

資料來源：機師工會罷工最新消息

### 政策影響
2018年8月30日，民航局藉著首邀機師工會參加飛航資料應用會議，以討論罷工的問題。

## 外部連結
- （繁體中文） 桃園市機師職業工會（公開網頁）的Facebook專頁